# Nasuella meridensis
A Nasuella meridensis az emlősök (Mammalia) osztályának ragadozók (Carnivora) rendjébe, ezen belül a mosómedvefélék (Procyonidae) családjába tartozó faj.
Ezt az állatot 2009-ig a kis ormányosmedve (Nasuella olivacea) alfajának vélték, Nasuella olivacea meridensis Thomas, 1901 név alatt. Azonban a genetikai kutatások azt mutatták, hogy az Andok két oldalán élő állományok valójában két különböző fajhoz tartoznak.

## Előfordulása
A Nasuella meridensis előfordulási területe az Andok keleti felén van. Nyugat-Venezuela 2000-4000 méteres tengerszint feletti magasságai között található meg.

## Megjelenése
Ez a mosómedveféle valamivel kisebb, mint a kis ormányosmedve; farka rövidebb, fogai kisebbek, mint a rokonáé. A zöldesbarna bundájának gerinctáján, sötét sáv húzódik. Ennek az állatnak 40 darab foga van; a fogképlete a következő: {\displaystyle {\tfrac {3.1.4.2}{3.1.4.2}}}.

## Életmódja
Egyaránt megél az erdőkben, de a füves térségekben is. Az élettartama 6-7 év közötti. Legfőbb veszélyforrása a mezőgazdaság.

### Fordítás
- Ez a szócikk részben vagy egészben  a   Nasuella meridensis című angol Wikipédia-szócikk ezen változatának fordításán alapul.  Az eredeti cikk szerkesztőit annak laptörténete sorolja fel. Ez a jelzés csupán a megfogalmazás eredetét és a szerzői jogokat jelzi, nem szolgál a cikkben szereplő információk forrásmegjelöléseként.